# Estação Ecológica de Jutaí-Solimões
A Estação Ecológica de Jutaí-Solimões está localizada no estado do Amazonas na região norte do Brasil. O bioma predominante é o da Floresta Amazônica. O acesso é feito basicamente por via fluvial, através dos rios Solimões e Jutaí.A extração de madeira às margens dos rios da região, a pesca predatória e o desmatamento desordenado constituem as principais ameaçam à integridade do ecossistema da unidade.O grande desafio no dia a dia da gestão dessa unidade de conservação é a mobilização e divulgação, entre toda a comunidade, pescadores e caçadores, da existência e importância da estação ecológica na região.
Realizar esse trabalho não é tarefa simples, como conta o gestor da UC no Instituto Chico Mendes de Conservação da Biodiversidade (ICMBio), o catariense, Lauri Corso.  O chefe da UC e sua equipe (mais dois servidores do ICMBio com apoio de três policiais militares) enfrentam uma longa jornada de mais de 35 horas de barco, a partir da sede do escritório da Estação Ecológica, na cidade de Tefé, para chegar até a unidade.
Eles ficam cerca de 15 dias por mês na UC fiscalizando a área, fazendo registros dos animais e conversando com pescadores sobre a estação ecológica para instruí-los da necessidade de conservar a região.
Todo o material coletado nas viagens também serve de subsídio para a realização do trabalho que o gestor considera o diferencial da UC: a formação e animação do Grupo de Amigos da Estação Ecológica Jutaí-Solimões.
Esse grupo foi criado em 2010 a partir de um trabalho dos gestores em escolas da rede pública em Jutaí. Em parceria com as escolas, informações sobre a estação ecológica são incluídas nos programas das aulas e, assim, os alunos são mobilizados para fazer parte do Grupo e se tornarem replicadores da mensagem sobre a importância da UC. Desde então a iniciativa não parou e frequentemente os Amigos da Estação Ecológica recebem cursos, como o de observação de aves, por exemplo.
“O intuito do Grupo de Amigos é aproximar o nosso trabalho na Estação Ecológica da população para mostrar que a área é de todos e beneficia a todos, mesmo que eles não possam morar lá dentro. E essa divulgação tem feito a diferença”, afirma Lauri Corso.
Outra instância de discussão da UC bastante ativa é o conselho consultivo criado em 2011. No dia 15 de dezembro, foi realizada sua última reunião de 2013 para fechar o planejamento das ações do próximo ano. A interação entre os conselheiros e as comunidades e escolas de seus respectivos municípios continuará sendo uma prioridade em 2014.